# Noircap loriot
Hypergerus atriceps
Genre
Espèce
Statut de conservation UICN

 LC  : Préoccupation mineure
Le Noircap loriot (Hypergerus atriceps) est une espèce d’oiseaux de la famille des Cisticolidae, l'unique représentante du genre Hypergerus.

## Répartition
Son aire s'étend de la Casamance à la république centrafricaine.